# Spivakivka, Novoaidar
Spivakivka (în ucraineană Співаківка) este o comună în raionul Novoaidar, regiunea Luhansk, Ucraina, formată numai din satul de reședință.

## Demografie
Componența lingvistică a comunei Spivakivka
     Rusă (83,7%)
     Ucraineană (16,3%)
Conform recensământului din 2001, majoritatea populației comunei Spivakivka era vorbitoare de rusă (83,7%), existând în minoritate și vorbitori de ucraineană (16,3%).